# HD 83332
HD 83332，又名CD-24 8272，SAO 177748、HR 3830，是一颗恒星，视星等为5.7，位于銀經256.84，銀緯19.71，其B1900.0坐标为赤經9h 32m 30.3s，赤緯-24° 19.71′ 57″。